# 西湖古庙
西湖古庙，位于中国广东省湛江市雷州市雷城镇西湖路，为湛江市雷州市的一个市级文物保护单位，类型为古建筑，公布时间为2002年10月10日。
西湖古庙的历史年代为元代。